# Stephen Adams
Stephen Adams (* 28. září 1989) je bývalý ghanský fotbalový brankář.

## Klubová kariéra
V roce 2010 vyhrál Adamsův klub Aduana Stars Ghanskou Premier League. Ve stejném roce byl vyhlášen nejlepším brankářem Ghany.

## Reprezentační kariéra
Adams byl poprvé povolán do národního týmu Ghany 13. května 2010 na Mistrovství světa ve fotbale 2010.
13. ledna 2014 debutoval za Black Stars proti Kongu na Africkém poháru národů 2014. Byl prvním brankářem týmu na turnaji, inkasoval pouze jeden gól v šesti zápasech, když Ghana skončila druhá za Libyí.
Dne 2. června 2014 byl Adams jmenován do týmu Ghany pro Mistrovství světa ve fotbale 2014.